# Zajowie
Zajowie (znani również jako Zewajowie i Laki) – mała, licząca około 5000 osób, grupa etniczna, zamieszkująca Etiopię. Żyją na wyspach położonych na jeziorze Ziway, na południe od Addis Abeby. 
Prawdopodobnie są potomkami trzech fal osadniczych, zasiedlających te wyspy między XIV a XVII wiekiem. Ich głównym źródłem utrzymania jest rybołówstwo i rolnictwo. Uprawiają między innymi kukurydzę, sorgo, proso, miłkę abisyńską, pieprz i jęczmień. Oprócz tego hodują zwierzęta, przede wszystkim bydło, kozy, owce, kury i osły. Z racji zamieszkiwanych terenów i ubóstwa ich populacja jest bardzo narażona na malarię. 
Mają swój własny język, który należy do grupy języków etiopskich i jest blisko spokrewniony z Gurage. Są wyznawcami Etiopskiego Kościoła Ortodoksyjnego, ale działają wśród nich misjonarze protestanccy.